# Auditorium Comicum
Auditorium Comicum – sala znajdująca się w głównym gmachu Uniwersytetu Wrocławskiego, powyżej Auli Leopoldina, zaprojektowana w II ćwierci XVIII w. jako sala teatralna we wznoszonej jezuickiej Akademii Leopoldyńskiej.
Pierwotnie sala miała balkony dla publiczności (niezachowane, z wyjątkiem znajdującego się w klatce schodowej portalu wejściowego na balkon, z ozdobnym kartuszem, w którym jest nazwa auditorium). Dekorację malarską w stylu barokowym wykonał jezuita i malarz, Johann Kuben; pochodzi ona sprzed 1739 roku. Na fresku sufitowym (zniszczonym w 1811) namalowano ówczesnego cesarza rzymskiego i wyobrażenia czterech królestw. Ściany ozdobiono scenami figuralnymi, pejzażami i motywami roślinnymi. W sali przewidziano miejsce dla tysiąca osób. U schyłku XVIII wieku przedstawienia teatralne zaczęto wystawiać na parterze budynku, a w Auditorium Comicum przeprowadzono w 1811 roku remont, przykrywając ściany tynkiem i wymieniając strop. W 1820 roku umieszczono w sali zbiory Muzeum Zoologicznego, które przeniesiono na początku XX wieku, przekształcając Auditorium w dwie sale wykładowe: Auditorium Maximum (po 1945 nazwana salą im. Oswalda Balzera) oraz mniejszą, po 1945 nazwaną im. Polonii Wrocławskiej.
Dekorację malarską ścian odkryto w czerwcu 2010 roku w sali im. Balzera.